# Neoseiulus opimia
Neoseiulus opimia är en spindeldjursart som först beskrevs av Shahid, Siddiqui och Mohammad Nazeer Chaudhri 1984.  Neoseiulus opimia ingår i släktet Neoseiulus och familjen Phytoseiidae. Inga underarter finns listade i Catalogue of Life.